# Yenne
Yenne település Franciaországban, Savoie megyében. Lakosainak száma 3045 fő (2022. január 1.). Yenne Massignieu-de-Rives, Virignin, La Balme, Billième, Jongieux, Saint-Jean-de-Chevelu, Saint-Paul-sur-Yenne, Traize és Parves et Nattages községekkel határos.

## Népesség
A település népessége az elmúlt években az alábbi módon változott:
| Lakosok száma | 2969 | 2981 | 3014 | 2978 | 2999 | 3002 | 3083 | 3063 | 3045 |
|               | 2013 | 2015 | 2016 | 2017 | 2018 | 2019 | 2020 | 2021 | 2022 |